# Giovanni Falcone (politico)
Giovanni Falcone (Cava de' Tirreni, 20 luglio 1965) è un politico italiano.

## Biografia
Alle elezioni politiche del 2013 è candidato alla Camera dei Deputati, nella circoscrizione Piemonte 2, nelle liste di Scelta Civica per l'Italia (in terza posizione), risultando il primo dei non eletti.
In occasione delle elezioni regionali in Piemonte del 2014 si candida inoltre, sempre con Scelta Civica ed a sostegno del candidato presidente Sergio Chiamparino, alla carica di consigliere regionale in provincia di Novara, tuttavia non viene eletto.
Il 26 settembre 2014, in seguito alle dimissioni di Renato Balduzzi dalla carica di parlamentare (in quanto eletto membro laico del CSM), viene proclamato deputato della XVII Legislatura. Alla Camera dei Deputati si iscrive al gruppo parlamentare di Scelta Civica per l'Italia e fa parte della XIII Commissione permanente (Agricoltura).
Il 27 luglio 2015 abbandona Scelta Civica per l'Italia e aderisce ufficialmente al Partito Democratico.
Nel gennaio 2018 lascia il PD per aderire alla neonata forza di centrodestra Noi con l'Italia, con la quale viene candidato nella parte proporzionale della circoscrizione Lombardia 1 - 03 in quarta posizione alle elezioni politiche del 2018, senza risultare eletto.